# Erik Trinkaus
Erik Trinkaus (ur. 24 grudnia 1948) – paleoantropolog amerykański badający pochodzenie współczesnego człowieka. Cytowany kosigner wielu prac związanych z kontrybucją genetyczną antycznych populacji do puli genowej współczesnego człowieka, ekspert paleopopolacji Europy uważający, że ludzie o cechach nendertalskich to przodkowie puli genetycznej Europejczyków.